# Rocco Mazzola
Rocco Mazzola (* 20. Oktober 1933 in Potenza, Basilicata; † 18. März 2012 ebda.) war ein italienischer Boxer. Er war italienischer Meister bei den Amateur- als auch bei den Berufsboxern.

## Werdegang

### Amateurlaufbahn
Die Amateurlaufbahn von Rocco Mazzola war relativ kurz, da er bereits im Alter von 22 Jahren Berufsboxer wurde. 1954 wurde er italienischer Meister der Amateure im Halbschwergewicht. Außerdem ist noch ein Ergebnis von einem Länderkampf Italien gegen die Bundesrepublik Deutschland bekannt. In diesem vertrat er die italienischen Farben am 26. April 1954 in Mailand, wo er gegen Albert Westphal aus Hamburg nach Punkten verlor.

### Profilaufbahn
1955 trat Rocco Mazzola zu den Berufsboxern über. Sein Domizil war Varese. Als Rechtsausleger war die linke Hand seine Schlaghand. Seinen ersten Kampf bestritt er am 26. Dezember 1955 in Piacenza, in dem er Techn. K.-o.-Sieger über Vannes Benassi wurde. Mit guten Resultaten in Italien boxte er sich in der Rangliste so weit nach vorne, dass er am 31. Juli 1957 in Rom gegen Alessandro D’Ottavio um den vakanten italienischen Meistertitel im Halbschwergewicht kämpfen konnte. Er verlor diesen Kampf allerdings nach Punkten. Am 12. Oktober 1957 bestritt er seinen ersten Auslandskampf. In Frankfurt am Main kam er dabei zu einem Punktsieg über Uwe Janssen aus Hamburg. Zu diesem Zeitpunkt war Rocco Mazzola bereits die Nr. 2 der italienischen Halbschwergewichtler. Am 19. Oktober 1957 siegte Rocco Mazzola in einem Qualifikationskampf für die italienische Meisterschaft über Domenico Baccheschi nach Punkten. In dem daraufhin folgenden Titelkampf um die italienische Meisterschaft siegte er am 14. Dezember 1957 in Mailand über 12 Runden über Alessandro D’Ottavio nach Punkten.
Am 12. Mai 1958 wagte Rocco Mazzola einen Ausflug in das Schwergewicht und kämpfte in Bologna gegen den italienischen Ex-Meister in dieser Gewichtsklasse Uber Bacilieri unentschieden. Am 28. Juni 1958 verteidigte er in Saint Vincent seinen italienischen Meistertitel im Halbschwergewicht mit einem Techn. K.-o.-Sieg in der 4. Runde über Alessandro D’Ottavio. Um in der Europa-Rangliste nach vorne zu kommen, akzeptierte er am 9. Juli 1958 einen Kampf gegen den gefährlichen Briten Alex Buxton. Er meisterte diese Aufgabe, in dem er Buxton über 10 Runden nach Punkten schlug. Am 23. September 1958 verlor er in Civitavecchia allerdings den italienischen Meistertitel durch eine Punktniederlage gegen Domenico Baccheschi.
Trotzdem bekam Rocco Mazzola die Gelegenheit, am 11. April 1959 gegen Erich Schöppner aus Deutschland um den Europameistertitel zu kämpfen. Diese Begegnung fand vor 15.000 Zuschauern in der Dortmunder Westfalenhalle statt. Er lieferte Schöppner einen beherzten und fast ausgeglichenen Kampf und verlor nach 15 Runden nur knapp nach Punkten.
Am 1. Juni 1959 misslang in Rom auch sein Versuch gegen Santo Amonti wieder italienischer Meister im Halbschwergewicht zu werden. Er verlor gegen diesen nach 12 Runden nach Punkten. Einen bemerkenswerten Sieg landete er gleich danach, als er am 13. Juli 1959 in Rom Giulio Rinaldi in der 1. Runde durch Techn. K. o. besiegte. In einer Revanchebegegnung unterlag er diesem allerdings am 2. Oktober 1959 in Rom nach Punkten.
Am 2. April 1960 trat Rocco Mazzola in München gegen Bubi Scholz, den deutschen Ex-Europameister im Halbschwergewicht an und unterlag nach 10 Runden nur nach Punkten.
Danach wechselte er in das Schwergewicht. In dieser Gewichtsklasse wurde er am 14. Mai 1961 in Padua mit einem Punktsieg nach 12 Runden über Federico Friso wieder italienischer Meister. Am 2. Oktober 1961 verteidigte er diesen Titel durch ein Unentschieden gegen Franco Cavicchi und am 22. Dezember 1961 gewann er in einem Titelkampf erneut über Federico Friso nach Punkten. Am 17. März 1962 verlor er in Bologna dann gegen Franco Cavicchi nach Punkten und musste seinen italienischen Meistertitel an diesen abgeben. Danach beendete er seine Boxerlaufbahn.

### Karriere als Schauspieler
1960 wirkte Rocco Mazzola in dem Film „Rocco and His Brothers“ in dem Luchino Visconti Regie führte und in dem eine Reihe von berühmten Schauspielerinnen und Schauspielern wie Alain Delon, Annie Girardot und Claudia Cardinale spielten, mit.

## Titelkämpfe von Rocco Mazzola als Berufsboxer
| Datum      | Ort           | um den Titel von | Gewichtsklasse | Ergebnis                                                          |
| ---------- | ------------- | ---------------- | -------------- | ----------------------------------------------------------------- |
| 31.7.1957  | Rom           | Italien          | Halbschwer     | Punktniederlage nach 12 Runden gegen Alessandro D’Ottavio         |
| 14.12.1957 | Mailand       | Italien          | Halbschwer     | Punktsieg nach 12 Runden über Alessandro D’Ottavio                |
| 28.6.1958  | Saint Vincent | Italien          | Halbschwer     | Techn. K.O.-Sieg 4 Runde über Alessandro D’Ottavio                |
| 23.9.1958  | Civitavecchia | Italien          | Halbschwer     | Punktniederlage gegen Domenico Baccheschi                         |
| 11.4.1959  | Dortmund      | Europa (EBU)     | Halbschwer     | Punktniederlage nach 15 Runden gegen Erich Schöppner, Deutschland |
| 1.6.1959   | Rom           | Italien          | Halbschwer     | Punktniederlage nach 12 Runden gegen Santo Amonti                 |
| 14.5.1961  | Padua         | Italien          | Schwer         | Punktsieg nach 12 Runden über Federico Friso                      |
| 2.10.1961  | Bologna       | Italien          | Schwer         | unentschieden gegen Franco Cavicchi                               |
| 22.12.1961 | Turin         | Italien          | Schwer         | Punktsieg nach 12 Runden über Federico Friso                      |
| 17.3.1962  | Bologna       | Italien          | Schwer         | Punktniederlage4 nach 12 Runden gegen Franco Cavicchi             |